# 每個人 (瑪丹娜歌曲)
《每個人》（Everybody）是美國女歌手瑪丹娜在1982年10月6日發行的單曲，這首單曲也是她的出道作品。〈每個人〉是首節奏輕快的流行舞曲，詞曲皆出自瑪丹娜本人之手，這首歌曲雖未能打進單曲榜，不過它在舞曲榜取得了不錯的成績。〈每個人〉於隔年7月正式收錄在瑪丹娜的《首張同名專輯》中。

## 資料

### 歌曲簡介
〈每個人〉這首節奏分明的放克舞曲出自瑪丹娜之手，它也是瑪丹娜能進入Sire唱片公司旗下的關鍵作品。1982年瑪丹娜帶著〈每個人〉的試唱帶來到紐約Danceteria舞廳，她向舞廳當時的駐場DJ馬克·卡明斯（Mark Karmins）毛遂自薦自己的音樂作品，DJ馬克·卡明斯被瑪丹娜說服後播放了〈每個人〉這首歌，結果現場舞客的反應熱烈，馬克·卡明斯於是向Sire唱片公司總裁西蒙·史坦（Seymour Stein）推薦這首舞曲，西蒙·史坦聽過之後對瑪丹娜產生相當大的興趣，隨即與她簽下唱片合約，瑪丹娜至始成為Sire的旗下藝人。西蒙·史坦應該沒料想到，他當初獨具慧眼簽下的這個新人，將來對整個樂壇會產生多大的影響力。

### 商業成績
〈每個人〉在1982年10月先發行單曲上市，歌曲在全美舞曲榜中一路挺進至第3名，成為瑪丹娜首支打進告示牌舞曲榜的單曲。當時唱片公司為了混淆聽眾的耳目，要讓大家誤認為〈每個人〉是由一個黑人歌手唱的，因此還故意不在單曲封面放上瑪丹娜的照片。事實上，瑪丹娜的前三首單曲封面都見不到她的臉，唱片公司直到她發行第四張單曲〈幸運之星〉才讓她的真實面目亮相。〈每個人〉並未進入流行百大單曲榜內。

### 單曲收錄
〈每個人〉收錄於瑪丹娜1983年的首張同名專輯《瑪丹娜》當中，而後亦收錄於2009年的精選輯《娜經典》（英語：Celebration）中。